# لانزا ديل فاستو
لانزا ديل فاستو (بالفرنسية: Lanza del Vasto)‏ (وُلد باسم جيوسيبي جيوفاني لويجي ماريا إنريكو لانزا دي ترابيا برانسيفورتي؛ 29 سبتمبر 1901 - 6 يناير 1981) كان فيلسوفًا، وشاعرًا، وفنانًا، وكاثوليكيًا، وناشطًا سلميًا.
وُلد في سان فيتو دي نورماني، إيطاليا، ومات في مرسية، إسبانيا.
لانزا فاستو تلميذ غربيّ للمهاتما غاندي، عمل من أجل الحوار والتسامح بين الأديان، والتجديد الروحي، والنشاط البيئي، ونبذ العنف.

## شبابه في إيطاليا
والده دون لويجي جيوسيبي لانزا دي ترابيا برانسيفورتي من صقلية، أما أمه آن ماري هنرييت نوتس أويدينكوفن، فقد وُلدت في أنتويرب في بلجيكا. سافر في وقت مبكّر إلى إيطاليا وأوروبا، ودخل جامعة بيزا في عام 1922.

## لقاؤه بالمهاتما غاندي
في ديسمبر عام 1936، ذهب لانزا إلى الهند لينضم إلى الحركة المُنادية باستقلال الهند بقيادة غاندي. عرف غاندي من خلال كتاب لرومان رولاند. أمضى ستة أشهر معه، ثم في يونيو عام 1937، ذهب إلى منبع نهر الغانج في الهيمالايا، وهو أحد مواقع الحج الشهيرة، وهناك رأى بصيرةً تقول له «ارجع وأسس!».
بعد ذلك، غادر الهند وعاد إلى أوروبا. في عام 1938، ذهب إلى فلسطين في خضم الحرب، وزار القدس وبيت لحم «بين صفَّين من الدبابات».
عاد إلى باريس بالتزامن مع بداية الحرب العالمية الثانية، وكتب بعض كتب الشعر، وفي عام 1943، نشر قصة رحلته إلى الهند بعنوان العودة إلى المنبع، وقد حققت نجاحًا كبيرًا.

## الكفاح السلمي
في عام 1957، وفي أثناء حرب ثورة التحرير الجزائرية، بدأ ديل فاستو مع أشخاص آخرين معروفين (الجنرال دي بولارديير، وفرنسوا مورياك، وروبرت بارات، إلخ) حركة احتجاجية ضد التعذيب. صام 21 يومًا. في عام 1958، تظاهر ضد محطة الطاقة النووية في ماركول في فرنسا، التي أنتجت البلوتونيوم لأغراض صنع الأسلحة النووية.
في عام 1963، صام 40 يومًا في روما خلال المجمع الفاتيكاني الثاني، وطلب من البابا يوحنا الثالث والعشرين الوقوف ضد الحرب.
في عام 1965، تحدّث في جامعة لا بلاتا الوطنية في الأرجنتين عن السلم واللاعنف خلال أسابيع مع الطلبة.
في عام 1972، دعم مزارعي هضبة لارزاك ووقف معهم في وجه توسيع قاعدة عسكرية، وصام مدة 15 يومًا.
في عام 1976، شارك في المظاهرات ضد بناء مفاعل استنسال سريع في كريس مالفيل، إيسيري (فرنسا).

## وفاته
في يناير عام 1981، عمل فاستو ديل على إيجاد جماعة جديدة في إلش دي لا سيرا قبل أن يتعرّض في 5 يناير لنزيف في المخ ويُنقل إثره إلى مستشفى سيوداد سانيتاريا فيرجن دي لا أريكساكا في مورسيا. توفي هناك في السادس من يناير.

## روابط خارجية
- لانزا ديل فاستو على موقع ميوزك برينز (الإنجليزية)